# Countdown (2019)
Countdown is een Amerikaanse horrorfilm uit 2019 geschreven en geregisseerd door Justin Dec. De hoofdrollen worden vertolkt door Elizabeth Lail, Jordan Calloway, Talitha Bateman, Tichina Arnold, P.J. Byrne, Peter Facinelli, Anne Winters en Tom Segura.

## Verhaal
Een verpleegster (Lail) komt erachter dat er een app bestaat die voorspelt wanneer je komt te overlijden. Uit nieuwsgierigheid downloadt ze de app en komt zo te weten dat zij nog maar drie dagen te leven heeft. Terwijl de tijd tikt, moet ze een manier vinden om haar leven te redden voordat de teller op 0 komt te staan.

## Rolverdeling
| Acteur            | Personage     |
| ----------------- | ------------- |
| Elizabeth Lail    | Quinn Harris  |
| Jordan Calloway   | Matt Monroe   |
| Talitha Bateman   | Jordan Harris |
| Tichina Arnold    | zuster Amy    |
| P.J. Byrne        | vader John    |
| Peter Facinelli   | dr. Sullivan  |
| Anne Winters      | Courtney      |
| Tom Segura        | Derek         |
| Charlie McDermott | zuster Scott  |

## Productie

### Casting
In maart 2019 raakte bekend dat Elizabeth Lail een van de hoofdrollen zou vertolken voor een nieuwe horrorfilm van STX Entertainment. Een maand later werd de cast gecomplementeerd.

### Release
Countdown ging in Nederland op 24 oktober 2019 in première en was een dag later te zien in de Amerikaanse bioscopen.

### Ontvangst
De film kreeg overwegend negatieve kritieken op zowel Rotten Tomatoes waar het 25% negatieve reviews ontving, gebaseerd op 61 beoordelingen als op Metacritic waar de film werd beoordeeld met een metascore van 31/100, gebaseerd op 16 critici.